# Moerasspirea-orde
De moerasspirea-orde (Filipenduletalia) is een orde uit de klasse van natte strooiselruigten (Convolvulo-Filipenduletea). De orde omvat plantengemeenschappen van natte, eutrofe standplaatsen met veel biomassaproductie.

## Naamgeving en codering
| Filipenduletalia ulmariae |

- Syntaxoncode voor Nederland (rVvN): r33A

De wetenschappelijke naam Filipenduletalia ulmariae is afgeleid van de botanische naam van moerasspirea (Filipendula ulmaria).

## Kenmerken

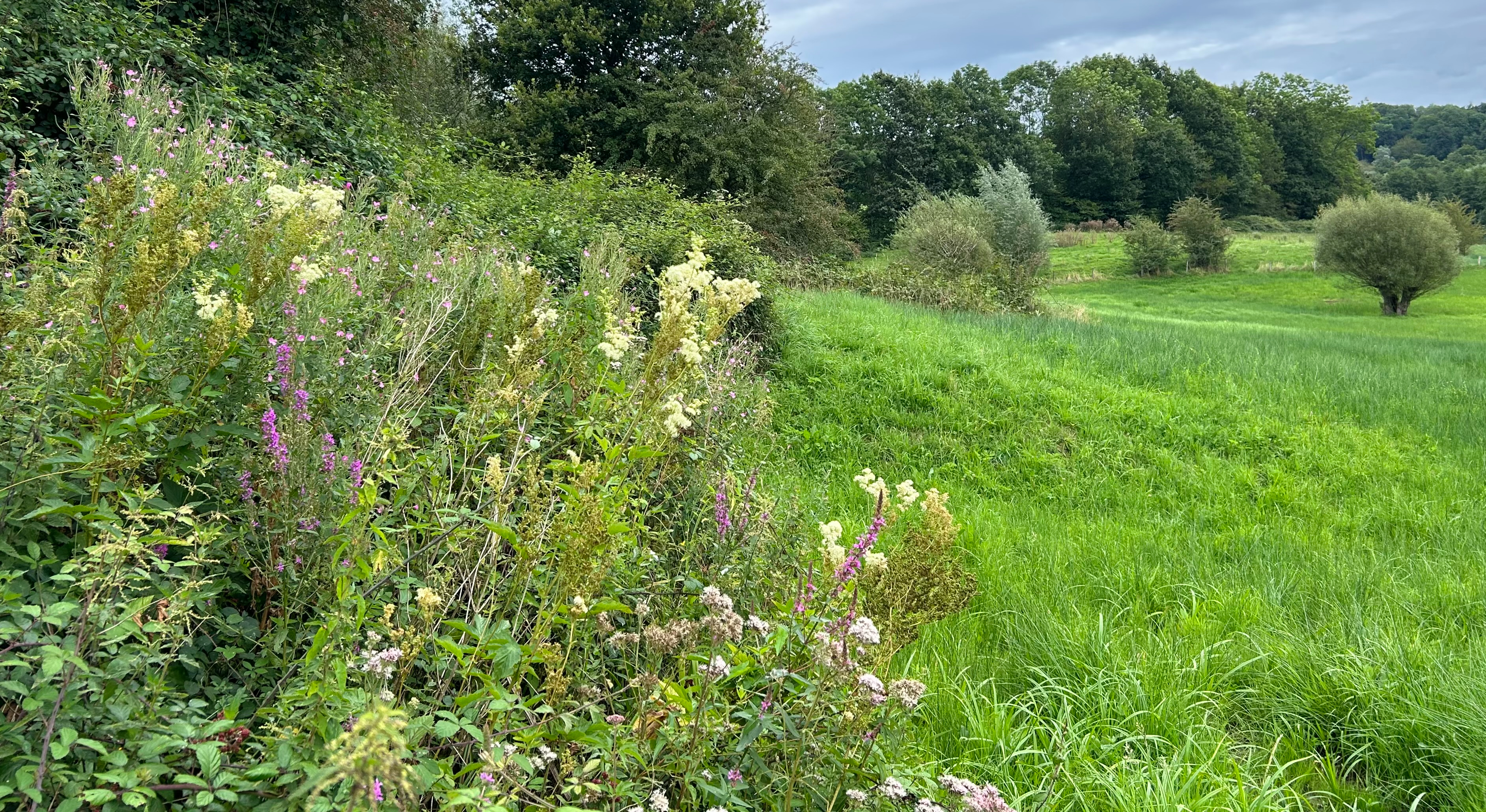
De associatie van moerasspirea en echte valeriaan.

Voor de kenmerken van deze orde, zie de klasse van natte strooiselruigten.

## Onderliggende syntaxa in Nederland en Vlaanderen
De moerasspirea-orde wordt in Nederland en Vlaanderen vertegenwoordigd door slechts één verbond en één onderliggende associatie.
- - moerasspirea-verbond (Filipendulion)
    - associatie van moerasspirea en echte valeriaan (Valeriano-Filipenduletum)

## Diagnostische taxa voor Nederland en Vlaanderen
In de onderstaande synoptische tabel staan de kentaxa en differentiërende taxa van de moerasspirea-orde voor Nederland en Vlaanderen.

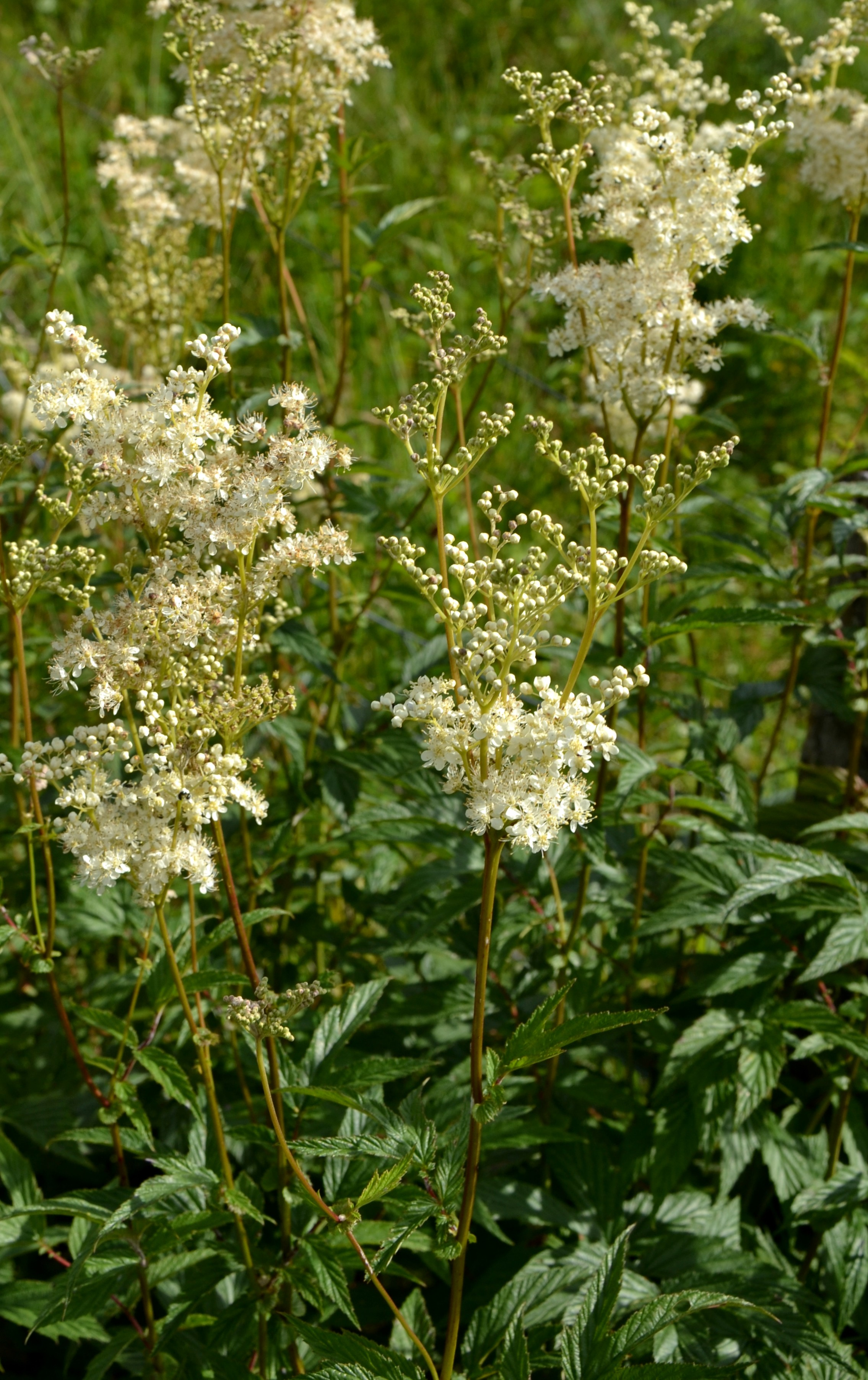
Moerasspirea

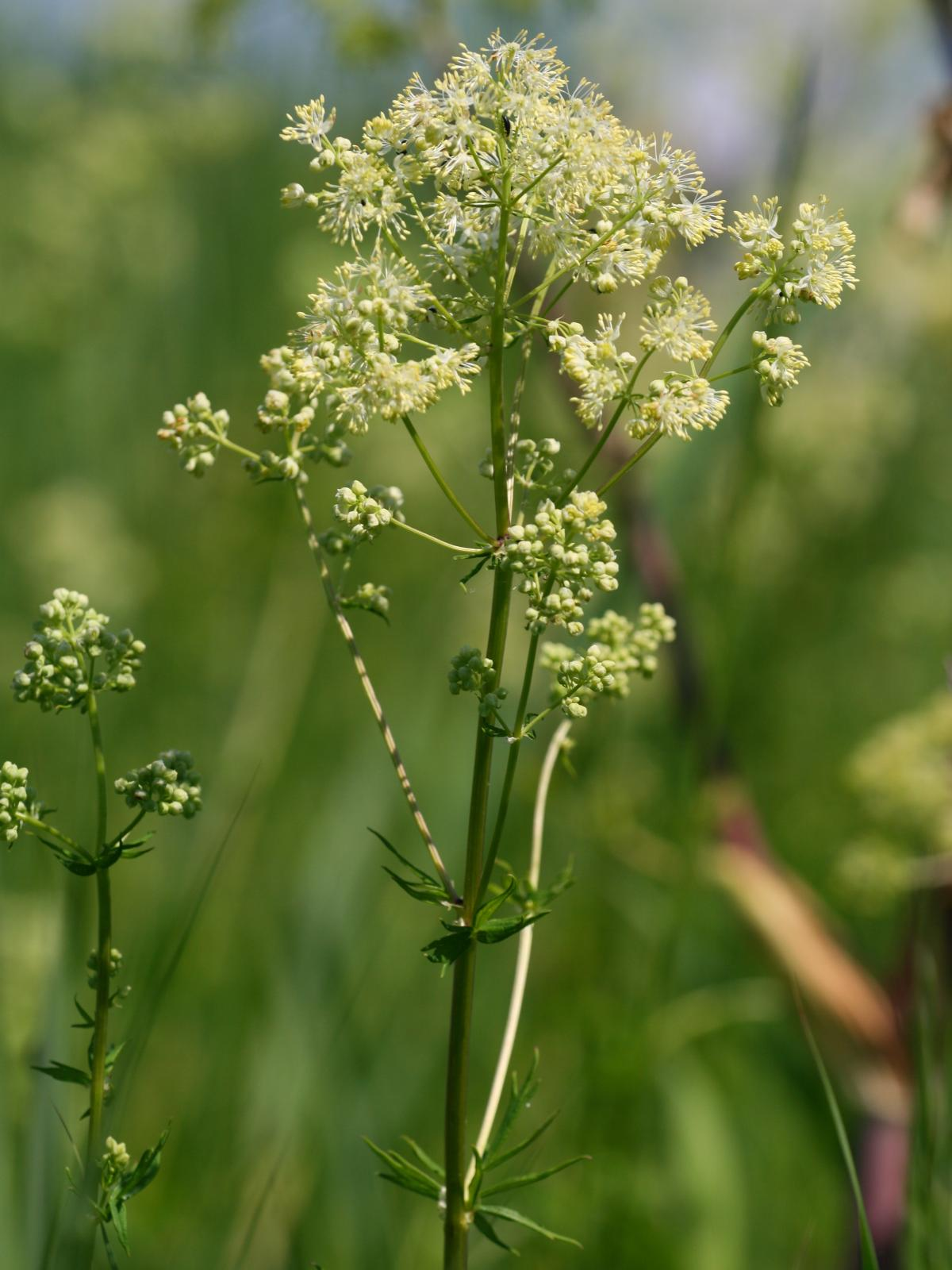
Poelruit

Kruidlaag
| Kentaxon | Diff. soort | Triviale naam        | Botanische naam         | Opmerking                             |
| -------- | ----------- | -------------------- | ----------------------- | ------------------------------------- |
| kO       |             | moerasspirea         | Filipendula ulmaria     |                                       |
| kO       |             | poelruit             | Thalictrum flavum       |                                       |
|          | dO          | grote kattenstaart   | Lythrum salicaria       | t.o.v. de orde van harig wilgenroosje |
|          | dO          | grote wederik        | Lysimachia vulgaris     | idem                                  |
|          | dO          | gestreepte witbol    | Holcus lanatus          | idem                                  |
|          | dO          | kruipende boterbloem | Ranunculus repens       | idem                                  |
|          | dO          | veldzuring           | Rumex acetosa           | idem                                  |
|          | dO          | hennegras            | Calamagrostis canescens | idem                                  |
|          | dO          | vogelwikke           | Vicia cracca            | idem                                  |
|          | dO          | echte koekoeksbloem  | Silene flos-cuculi      | idem                                  |
|          | dO          | lidrus               | Equisetum palustre      | idem                                  |
|          | dO          | moerasrolklaver      | Lotus pedunculatus      | idem                                  |
|          | dO          | pitrus               | Juncus effusus          | idem                                  |

Moslaaggeen kensoorten